# 養運寺 (町田市)

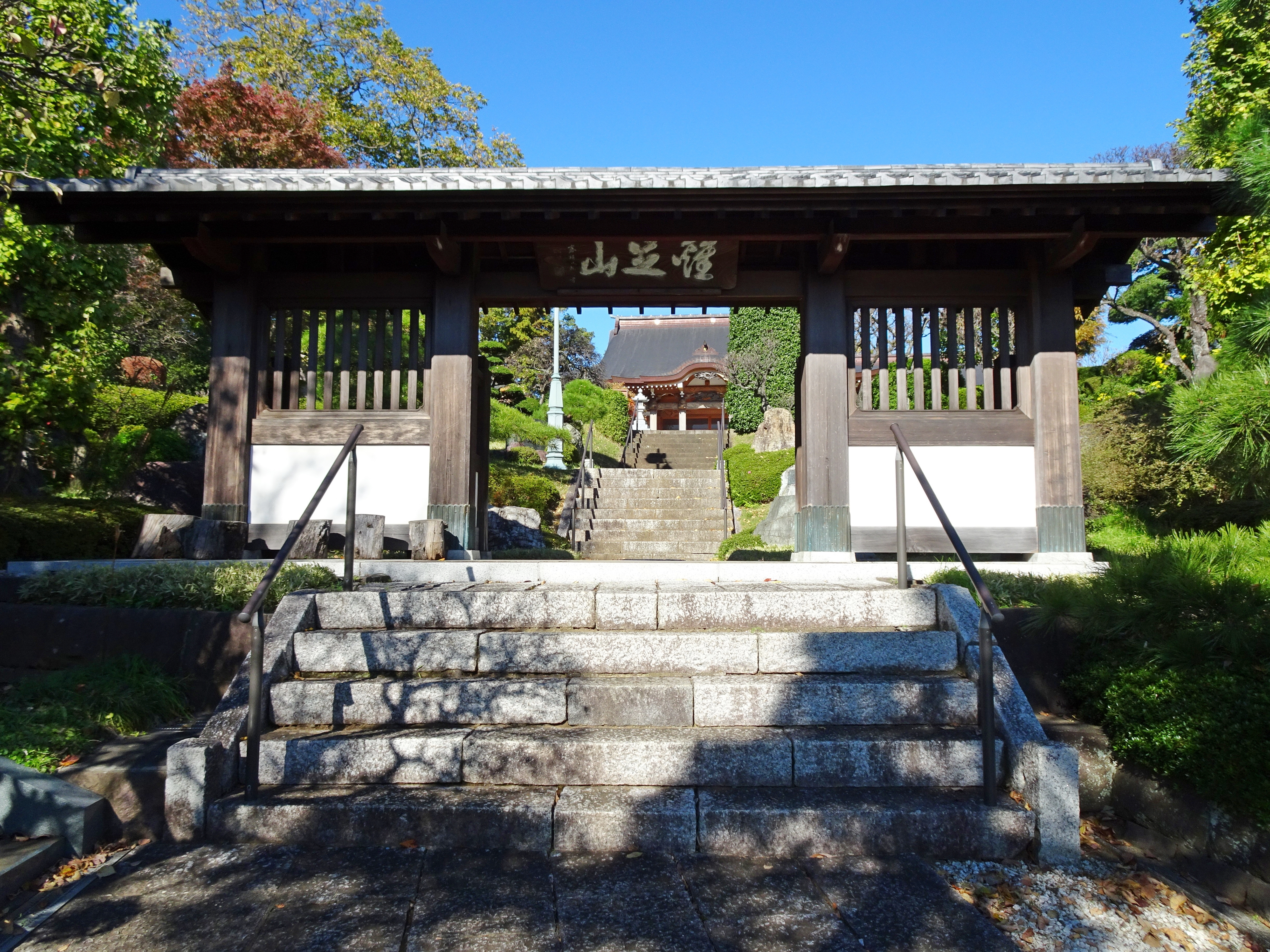
養運寺山門

養運寺（よううんじ）は、東京都町田市にある浄土宗の寺院。

## 歴史
創建年代は不明である。ただ文永年間（1264年 - 1275年）以降の存在は確認できる。当時は天台宗の寺であった。その後の1567年（永禄10年）に光蓮社伝誉により、浄土宗寺院として中興された。これらの経緯により、天台宗時代に造立された板碑を複数所蔵している。
かつては門前に市が開かれていた。いわゆる「六斎市」であった。現在も門前には車を数台駐車できる広さのスペースがある。

## 文化財
- 阿弥陀三尊像（町田市指定文化財 昭和60年4月17日指定）[3]

## 交通アクセス
- 路線バス養運寺停留所より徒歩4分。